# Peter Altenberg
Peter Altenberg, nascido Richard Engländer, (Leopoldstadt, 9 de março de 1859 - Viena, 8 de janeiro de 1919) foi um escritor e poeta de Viena, na Áustria. Ele foi fundamental para a gênese do modernismo inicial na cidade.

## Biografia

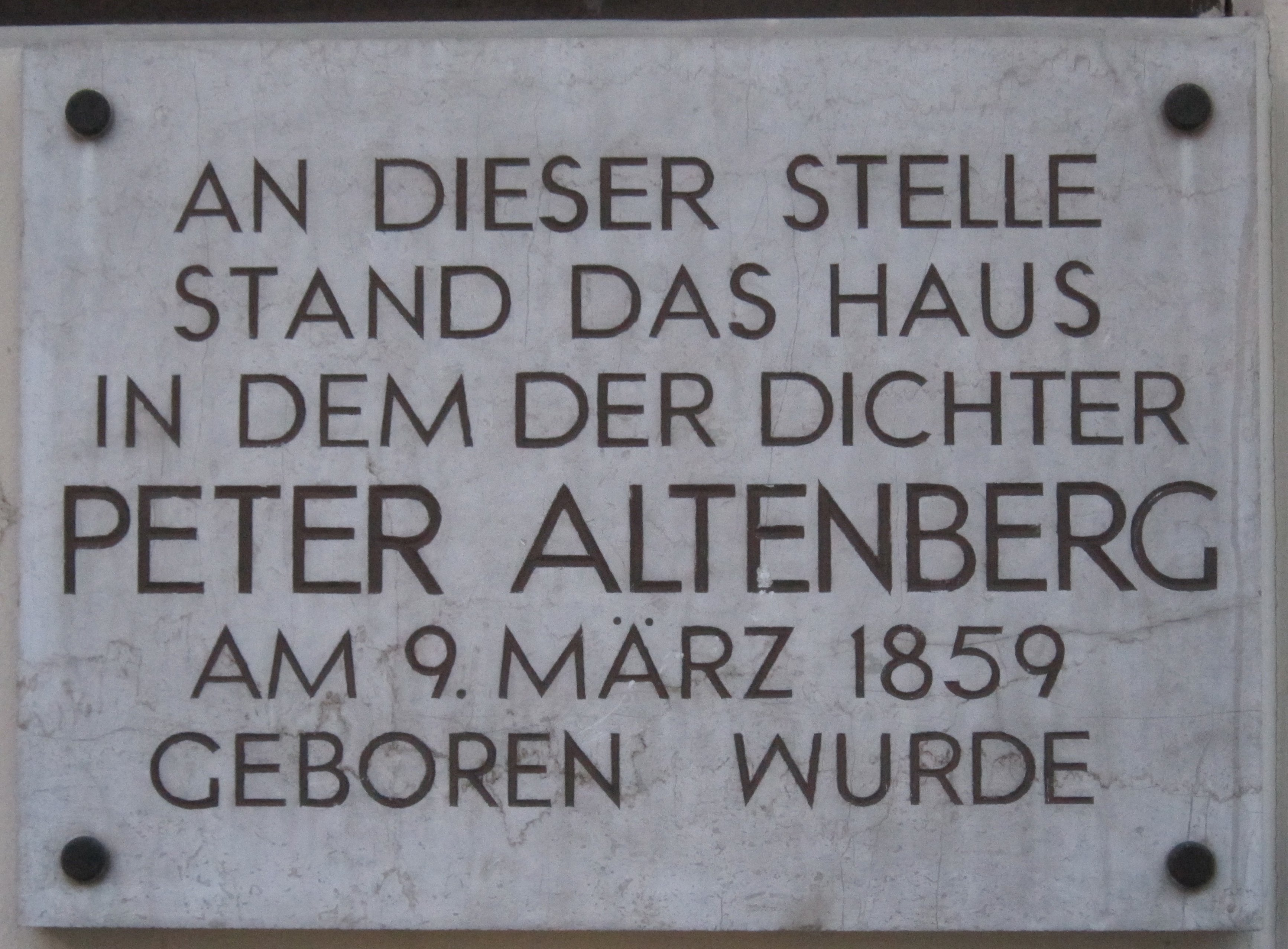
Memorial para Altenberg em Leopoldstadt

Nasceu como Richard Engländer em 9 de março de 1859 em Viena. O nome "Altenberg" veio de uma pequena cidade no rio Danúbio. Alegadamente, escolheu "Peter" para homenagear um jovem que ele lembrava como um amor não correspondido (tinha sido seu apelido). Embora ele tenha crescido em uma família judia de classe média, Altenberg acabou se separando de sua família de origem, abandonando a faculdade de medicina e de direito e adotando o o modo de vida boêmio como uma opção permanente de estilo de vida. Ele cultivava uma aparência feminina e caligrafia feminina, usava uma capa, sandálias e um chapéu de abas largas, e desprezava a masculinidade.
Descoberto por Arthur Schnitzler em 1894 e apreciado por Hugo von Hofmannsthal e Karl Kraus, Altenberg foi um dos principais proponentes do impressionismo vienense. Ele era um mestre de histórias curtas e aforísticas baseadas na observação atenta de eventos da vida cotidiana. Depois de ler a primeira coleção publicada de Altenberg, Wie ich es sehe (1896), Hofmannsthal escreveu: "Apesar de totalmente despreocupado com as coisas importantes, o livro tem uma consciência tão boa que podemos ver imediatamente que não pode ser um livro alemão. É verdadeiramente vienense. Ele ostenta - sua origem - como ostenta sua atitude".
No fin de siècle, quando Viena era um grande cadinho e centro de artes e cultura modernas, Altenberg foi uma parte muito influente de um movimento literário e artístico conhecido como Jung-Wien (Jovem Viena). Altenberg era contemporâneo de Karl Kraus, Gustav Mahler, Arthur Schnitzler, Gustavo Klimt e Adolf Loos, com quem mantinha um relacionamento muito próximo. Ele era um pouco mais velho do que os outros, tinha pouco mais de 30 anos. Sua obra consiste em pequenas peças poéticas em prosa que não se encaixam facilmente em categorias formais usuais. A inspiração para sua curta prosa registrada, ele tirou da estética concisa dos poemas em prosa de Charles Baudelaire e das limitações espaciais do "Correspondenzkarte", o cartão-postal, lançado e disseminado pela primeira vez em sua terra natal, a Áustria, em 1869.
Tornou-se conhecido em toda a Viena após a publicação de um livro de observações fragmentárias de mulheres e crianças em atividades cotidianas nas ruas. Como a maior parte de sua obra literária foi escrita enquanto frequentava vários bares e cafeterias vienenses, Altenberg é às vezes referido como um cabaret ou poeta de café. Sua cafeteria favorita era o Café Central, ao qual ele até mandou entregar sua correspondência.
Os detratores de Altenberg disseram que ele era um viciado em drogas e um mulherengo. Também havia rumores sobre ele ter problemas com alcoolismo e doença mental. No entanto, seus admiradores o consideravam um indivíduo altamente criativo, com um grande amor pela estética, pela natureza e por jovens garotas. Ele certamente é conhecido por ter uma grande coleção de fotografias e desenhos de meninas jovens, e aqueles que o conheciam bem (como a filha de sua editora) escreveram sobre sua adoração de jovens garotas.
Altenberg nunca foi um escritor de sucesso comercial, mas ele gostava da maioria, se não de todos os benefícios da fama em sua vida. Altenberg foi em um ponto nomeado para o Prêmio Nobel. Algumas das poesias aforísticas que ele escreveu nas costas de cartões postais e pedaços de papel foram musicadas pelo compositor Alban Berg. Em 1913, as cinco canções de Berg sobre textos ilustrados de Peter Altenberg foram estreadas em Viena. A peça causou um alvoroço, e a performance teve que ser interrompida: uma performance completa do trabalho não foi dada até 1952.
Altenberg, como muitos escritores e artistas, estava constantemente sem dinheiro, mas era adepto de fazer amizades, cultivar clientes e convencer os outros a pagar suas refeições, seu champanhe e até seu aluguel, com o qual costumava se atrasar. Ele pagou suas dívidas com seu talento, sua inteligência e seu charme.
A maior parte do trabalho de Altenberg é publicada na língua alemã e, fora de peças de antologia, é difícil de encontrar. Muito disso permanece em bibliotecas universitárias ou coleções particulares. Duas seleções foram traduzidas, Evocações do Amor (1960) e Telegramas da Alma: Prosa Selecionada de Peter Altenberg (2005).
Altenberg, que nunca se casou, morreu em 8 de janeiro de 1919, aos 59 anos. Está enterrado no Cemitério Central em Viena, na Áustria.

## Na cultura popular
O Trio Altenberg é nomeado em referência a Peter Altenberg.

## Trabalho

### Em alemão
- Wie ich es sehe . S. Fischer, Berlim, 1896; Manesse, Zurique 2007, ISBN 978-3-7175-2128-0
- Ashantee . Fischer, Berlim, 1897; Loecker, Wien 2008, ISBN 978-3-85409-460-9
- Foi der Tag mir zuträgt. Fünfundfünfzig neue Studien . Fischer, Berlim 1901
- Prodromos . Fischer, Berlim, 1906
- Märchen des Lebens . Fischer, Berlim, 1908; veränd. A. ebd. 1919
- Die Auswahl aus meinen Büchern . Fischer, Berlim, 1908
- Bilderbögen des kleinen Lebens . Reiss, Berlim, 1909
- Neues Altes . Fischer, Berlim, 1911 ( Digitalised na Universidade de Bielefeld )
- Semmering 1912 . Fischer, Berlim 1913; verm. A. ebd. 1919
- Fechsung . Fischer, Berlim, 1915
- Nachfechsung . Fischer, Berlim, 1916
- Vita ipsa . Fischer, Berlim 1918
- Mein Lebensabend . Fischer, Berlim 1919 ( Digitalised na Universidade de Bielefeld
- Der Nachlass de Peter Altenberg, zusammensgestellt von Alfred Polgar. Fischer, Berlim, 1925
- Peter Altenberg. Auswahl von Karl Kraus, heróis de Sigismund von Radecki . Atlantis, Zurique 1963
- Das Buch der Bücher de Peter Altenberg, publicado por Karl Kraus. 3 mãos. Wallstein, Göttingen 2009, ISBN 978-3-8353-0409-3
- Die Selbsterfindung eines Dichters. Briefe und Dokumente 1892–1896 . Hrsg. und mit einem Nachwort von Leo A. Lensing. Wallstein, Göttingen 2009, ISBN 978-3-8353-0552-6

### Inglês traduzido
- Telegramas da Alma: Prosa Selecionada de Peter Altenberg (2005). Trans. Peter Wortsman
- Ashantee. (Estudos em Literatura Austríaca, Cultura e Pensamento) (2007). Trans. Katharina von Hammerstein
- Alexander King apresenta Evocações do Amor de Peter Altenberg (1960). Trans. Alexander King